# Guaratinguetá
Guaratinguetá là một đô thị ở bang São Paulo của Brasil. 

## Nhân khẩu
Mật độ dân số (người/km²): 151,34
Tỷ lệ tử vong trẻ dưới 1 tuổi (trên 1 triệu trẻ): 8,50
Tuổi thọ bình quân (tuổi): 76,69
Tỷ lệ sinh (trẻ trên mỗi bà mẹ): 2,08
Tỷ lệ biết đọc biết viết: 95,32%
Chỉ số phát triển con người (bình quân): 0,818
- Chỉ số phát triển con người (thu nhập): 0,773
- Chỉ số phát triển con người (tuổi thọ): 0,761
- Chỉ số phát triển con người (giáo dục): 0,920

(Nguồn: IPEADATA)

### Lịch sử biến động dân số
Dữ liệu điều tra dân số năm 2000

### Dân số
nhỏ|300px
Tổng dân số: 107.895 (População estimada 2007 em 01.07.2007 - Nguồn - IBGE)
- Thành thị: 119.012
- Nông thôn: 6.000